# Église Saint-Sulpice de Saint-Sulpice (Québec)
Pour les articles homonymes, voir Église Saint-Sulpice et Saint-Sulpice.
L'église Saint-Sulpice est un lieu de culte catholique située à Saint-Sulpice au Québec (Canada). Elle a été classée comme immeuble patrimonial en 1959. Des objets à l'intérieur de l'église ont été classés en 1965.

## Histoire
La paroisse de Saint-Sulpice a été fondée par les sulpiciens au début du XVIIIe siècle. En 1702, ils déterminent la position de l'église sur son site actuel, face au Saint-Laurent Un premier lieu de culte est utilisé entre 1706 et 1723, date où elle est remplacée par une seconde église. En 1830, la construction d'une nouvelle église est permise par le Mgr Bernard-Claude Panet, archevêque de Québec. La construction a été réalisée en 1831 et 1832 sous la supervision de l'entrepreneur François Parizeau et du maçon Joseph Doyon. Quant aux décors intérieurs, ils ont été réalisés par les sculpteurs Urbain Desrochers et René Beauvais dit Saint-James.

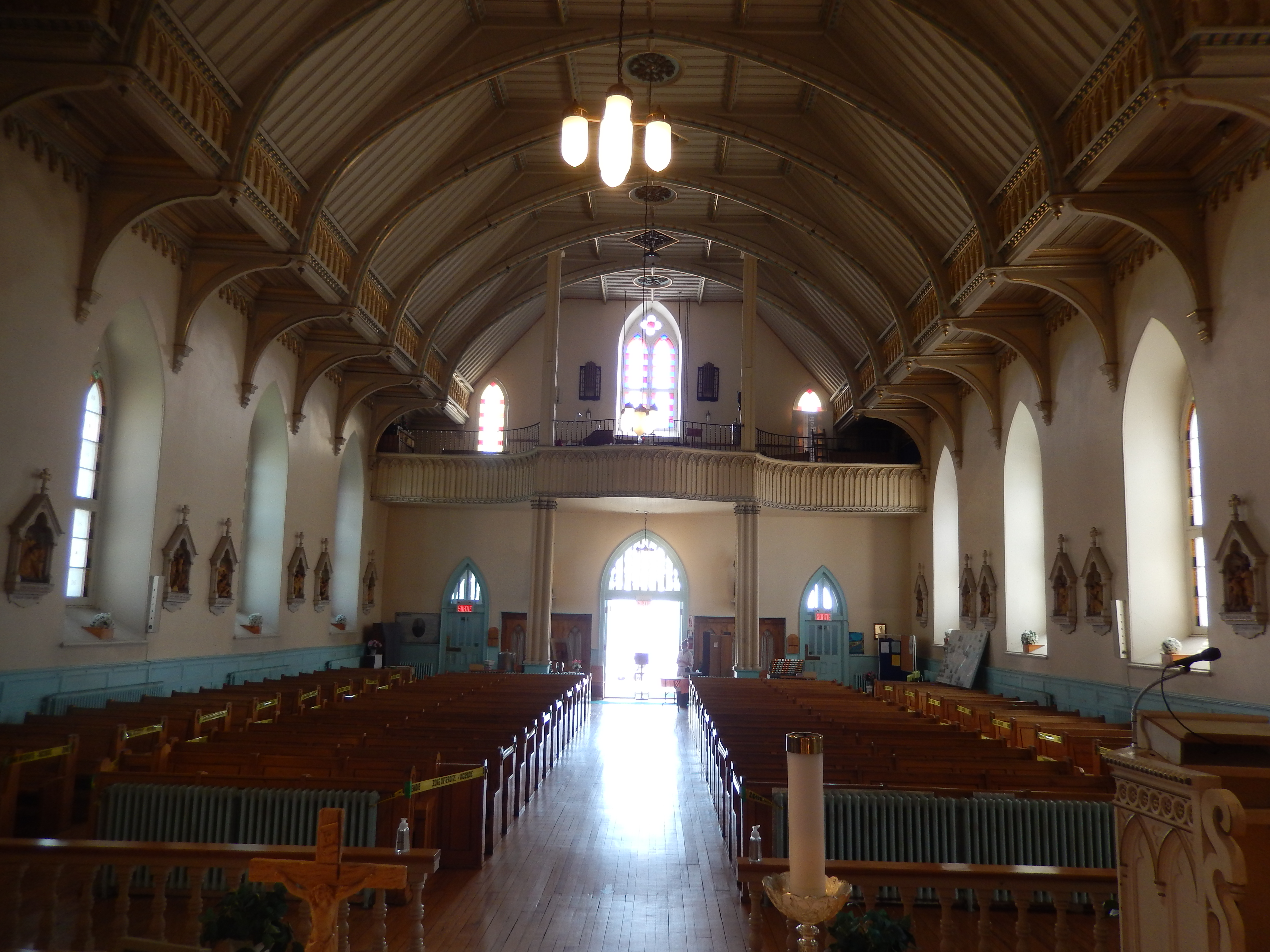
Intérieur de l'église Saint-Sulpice.

Les murs intérieurs ont connu une réfection par le sculpteur Louis-Xavier Leprohon entre 1847 et 1850. La nature des travaux est incertaine, mais les paroissiens se plaignirent les années suivantes de leur exécution. En 1873, le décor intérieur est refait selon les plans des architectes Victor Bourgeau et Étienne-Alcibiade Leprohon par l'entrepreneur François Archambault. Le décor intérieur est alors remplacé par un décor de style néogothique a l'exception des rosaces de la voûte, de quelques pièces de mobilier, dont le maître-autel. Les travaux ont surtout été faits à la voûte qui évoque une charpente, et aux retables. Pour ce qui est de l'extérieur, les travaux ont surtout été faits au niveau des portes et des fenêtres, où les arcs en plein cintre sont remplacés par des arcs brisés. Le portail dorique et l'oculus ovale sont conservés. Le mur pignon est haussé et la pente du toit adoucie. Des acrotères sont ajoutés pour donner l'impression d'un façade-écran.
L'église est classée comme immeuble patrimonial le 29 juillet 1959. Plusieurs de ses biens mobiliers ont été classés en 1965 dont le tabernacle du maître-autel, le tombeau, le retable du maître-autel, trois tableaux, les fonts baptismaux, une croix de procession, un encensoir et les chandeliers d'autels.
À la suite du concile Vatican II, un petit tombeau d'autel, provenant de l'église Saint-Martin[Laquelle ?] a été placé au centre du chœur. Les boiseries ont été peintes et la chaire déplacée et transformée en ambon.

## Architecture
L'église Saint-Sulpice est une église en pierre en forme de croix latine. Le toit est en tôle à la canadienne, qui est à deux versants pour la nef et en croupe pour le transept et le chœur.